# Семиряк Іван Миколайович
Іван Миколайович Семиряк нар. 17 квітня 1986) — український футболіст, що грає на позиції захисника і півзахисника. Відомий насамперед виступами за футбольний клуб «Волинь» у вищій українській лізі, а також у складі юнацьких збірних України різних вікових груп.

## Клубна кар'єра
Іван Семиряк є вихованцем Львівського УФК, а розпочав виступи на футбольних полях у друголіговій команді «Ікви» з Млинова. Оскільки команда з райцентру Рівненської області була на той час фарм-клубом команди вищої ліги «Волинь» з Луцька, то Семиряк після закінчення сезону 2003—2004 років отримав запрошення до луцької команди. Після перехожду до «Волині» молодий футболіст спочатку лише грав за дублюючий склад команди, та провів кілька матчів на лаві запасних, а у вищій лізі дебютував лише 13 липня 2005 року у матчі з донецьким «Шахтарем», і цей матч став єдиним у сезоні для Семиряка в основному складі команди в чемпіонаті, ще один матч футболіст зіграв у Кубку України, оскільки в другій половині сезону він грав у оренді у стрийському клубі першої ліги «Газовик-Скала». Після закінчення оренди Іван Семиряк повернувся до «Волині», яка на той час уже вибула до першої ліги, та зіграв протягом сезону в першій лізі 17 матчів. Кінець 2007 року футболіст провів у аматорському клубі «Водник» із Рівного. На початку 2008 року Семиряк став гравцем друголігового клубу «Полтава» з однойменного обласного центру. Проте вже на початку сезону, зігравши за полавський клуб лише 4 матчі, футболіст переходить до складу іншого друголігового клубу — «Арсенала» з Білої Церкви. За короткий час футболіст переходить до аматорського клубу «Шахтар» з Червонограда, а на початку 2009 року грає за інший аматорський клуб — нововолинський «Шахтар». З початку сезону 2009—2010 Іван Семиряк стає футболістом клубу першої ліги «Енергетик» з Бурштина, проте вже за півтора місяці переходить до клубу другої ліги «Нива» з Вінниці. Проте в цій команді футболіст зіграв лише 6 матчів. які стали для нього останніми на професійному рівні. На початку 2010 року Семиряк повернувся до червоноградського «Шахтаря», а з 2011 року став гравцем «Гірника» із Соснівки, у складі якого був призером чемпіонату та фіналістом кубка Львівської області., та володарем Кубку України серед аматорів У 2015 році Іван Семиряк нетривалий час знову грав у червоноградському «Шахтарі», а пізніше повернувся до клубу з Соснівки, який виступав уже під новою назвою «Рочин».

## Виступи за збірні
Протягом 2004—2005 років Іван Семиряк залучався до юнацьких збірних України різного віку. У 2004 році Семиряк грав за юнацьку збірну України віком до 18 років, у її складі грав на меморіалі Гранаткіна, та відбірковому турнірі до юнацького чемпіонату Європи, а в 2004—2005 роках грав за юнацьку збірну віком до 19 років. Усього за юнацькі збірні футболіст зіграв 18 матчів.